# Aintree Racecourse
Koordinati:   53°28′37″N, 2°56′30″W
Aintree Racecourse je dirkališče, ki leži blizu angleškega mesta Aintree. Med letoma 1955 in 1962 je gostilo dirko Formule 1 za Veliko nagrado Velike Britanije.

## Zmagovalci
| Leto | Dirkač                    | Moštvo   | Poročilo |
| ---- | ------------------------- | -------- | -------- |
| 1962 | Jim Clark                 | Lotus    | Poročilo |
| 1961 | Wolfgang von Trips        | Ferrari  | Poročilo |
| 1959 | Jack Brabham              | Cooper   | Poročilo |
| 1957 | Stirling Moss Tony Brooks | Vanwall  | Poročilo |
| 1955 | Stirling Moss             | Mercedes | Poročilo |